# دن پاتس (بازیکن فوتبال)
دنیل پاتس (انگلیسی: Daniel Potts؛ زادهٔ ۱۳ آوریل ۱۹۹۴) بازیکن فوتبال اهل انگلستان است.